# Monumento a Colón (Barcelona)
El Monumento a Colón es un conjunto escultórico situado en la plaza del Portal de la Paz de Barcelona, en el distrito de Ciutat Vella. Construido en homenaje al descubridor Cristóbal Colón, está erigido en el punto de unión entre las Ramblas y el paseo de Colón, frente al puerto viejo de Barcelona. El autor del proyecto fue el arquitecto Cayetano Buigas, y en la decoración escultórica intervinieron varios artistas, como Eduard B. Alentorn, Rafael Atché, Pere Carbonell, Manuel Fuxá, Josep Llimona, Rossend Nobas, Antoni Vilanova, Francisco Pagés y Agapito Vallmitjana. La fundición fue de Alejandro Wohlguemuth.
El monumento fue construido en el contexto de las obras de mejora del litoral de Barcelona efectuadas con motivo de la Exposición Universal de Barcelona de 1888. Inaugurado el 1 de junio de 1888, en plena exposición, se convirtió enseguida en uno de los iconos más característicos de la ciudad. En el interior de la columna hay un ascensor que permite subir hasta la semiesfera situada bajo los pies de la estatua, desde donde se divisa la ciudad.
Esta obra está inscrita como Bien Cultural de Interés Local (BCIL) en el Inventario del Patrimonio Cultural catalán con el código 08019/859.

## Historia

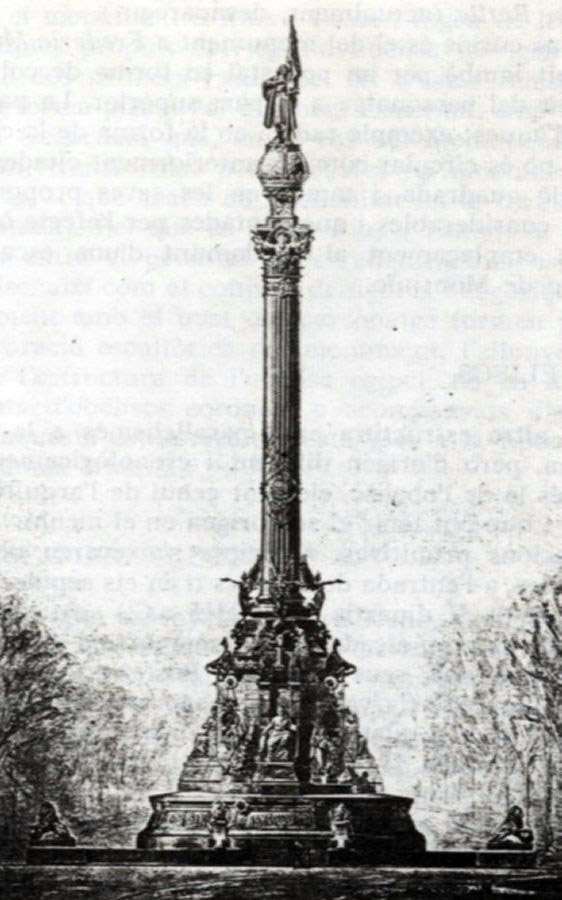
Boceto original de Cayetano Buigas, en que se aprecia el diseño original de la estatua del descubridor, sin el brazo levantado.

La idea de erigir un monumento dedicado al descubridor de América había surgido tiempo atrás, cuando a mediados del siglo XIX se pensó coronar con una estatua del navegante la columna erigida en la plaza del Duque de Medinaceli, que finalmente se dedicó al almirante Galceran Marquet, obra de Francisco Daniel Molina, Damià Campeny y Josep Anicet Santigosa, de 1851. El proyecto surgió de nuevo en 1873, en tiempos de la Primera República, siendo el lugar escogido el Portal de la Paz —en aquel entonces Plaza de la Junta Revolucionaria—. Sin embargo, el cambio de régimen y la llegada de Alfonso XII al trono retrasaron el proyecto. El plan resurgió en 1881, impulsado por Antoni Fages i Ferrer, un promotor de iniciativas culturales aficionado a todo lo relacionado con el descubrimiento de América. Este convenció a Carles Pirozzini, un crítico de arte y funcionario municipal, así como uno de los secretarios de la Exposición Universal de 1888, el cual transmitió la idea al alcalde Francisco de Paula Rius y Taulet. Tras el visto bueno del alcalde, el 10 de mayo de 1881 se creó la comisión promotora, que estaba presidida por el propio Rius y Taulet, mientras que Pirozzini ejercía como secretario. El proyecto fue aprobado por el Ayuntamiento de Barcelona el 6 de septiembre de 1881, y el día 26 de ese mismo mes se colocó la primera piedra del monumento.
La financiación causó una gran polémica en su momento: en un principio se abrió una suscripción popular para que pudiese ser construido gracias a las donaciones de los particulares, pero el Ayuntamiento tuvo finalmente que hacerse cargo de los gastos, ya que las aportaciones particulares fueron insuficientes y el presupuesto inicial fue ampliamente superado (de 300 000 a 1 062 689 pesetas). Por otro lado, el gobierno de Madrid cedió 30 toneladas de bronce procedentes de material de guerra de desecho para el monumento.
Para la ejecución del monumento se convocó un concurso de proyectos en mayo de 1882, con un jurado presidido por Ramón de Sentmenat y Despujol, presidente de la Academia de Bellas Artes, que escogió dos proyectos firmados por los arquitectos Maurici Auger y Cayetano Buigas. Sin embargo, esta elección no fue del agrado del Ayuntamiento, que convocó un nuevo concurso con un jurado formado por Rossend Nobas, Camilo Oliveras, Josep Pellicer, Tomàs Moragas y Macari Planella. Aun así, este nuevo jurado eligió los mismos proyectos, con un fallo emitido en agosto de 1882, de los que se escogió el de Cayetano Buigas por tener un presupuesto más bajo. Por lo que respecta a la parte escultórica, se convocó otro concurso con un jurado formado por el crítico de arte Miquel Badia y los escultores Joan Roig i Solé, Josep Reynés y Lluís Puiggener, el cual escogió un conjunto de diversos escultores para realizar las diferentes partes del proyecto.

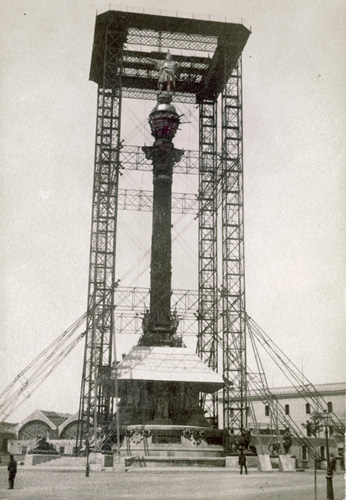
Obras del Monumento a Colón.

Las obras duraron siete años. Para la base del monumento se requirieron unos cimientos de 5 metros de profundidad, con unos trabajos realizados por los albañiles Manuel Planells y Narcís Cortina. Para la construcción de todo el conjunto se tuvo que montar un andamio tan alto como el monumento, bajo la dirección de Joan Torras, de la empresa Torras Herrerías y Construcciones. Las distintas piezas del monumento fueron elaboradas en las fundiciones Comas, Can Solà y Wohlguemuth, y ensambladas en su lugar definitivo. El transporte de las piezas, efectuado en carros arrastrados por largas recuas de caballos, constituyó todo un espectáculo para los barceloneses de la época.
El monumento fue inaugurado el 1 de junio de 1888 en un acto presidido por la reina regente María Cristina, con la presencia del presidente del Consejo de Ministros, Práxedes Mateo Sagasta, y teniendo como invitados al rey de Italia, Humberto I, y al presidente de Estados Unidos, Grover Cleveland, además de las autoridades municipales y una representación de la ciudad de Génova. 
Con posterioridad, en 1889 se instaló un ascensor dentro de la columna, a cargo de Josep Tintorer y Josep Richmond. El día de su inauguración, el 24 de enero de 1889, sufrió una avería, y quedó encerrado dentro por unos minutos el alcalde Rius y Taulet. El primero, de tipo hidráulico, fue sustituido por otro en la posguerra, y de nuevo por otro más moderno en la restauración efectuada en 1984.
En 1892 el Monumento a Colón fue el centro de las celebraciones del cuarto centenario del descubrimiento de América en Barcelona, acto que fue registrado en una lápida colocada en el monumento.
El conjunto ha sido sometido a diversas restauraciones, en 1929, 1965 (a cargo del escultor Josep Miret), 1976 y 1984. En la última se realizó un refuerzo estructural de toda la obra, a cargo de los arquitectos Carles Buxadé, Joan Margarit y Josep Maria Casanovas.

## Descripción

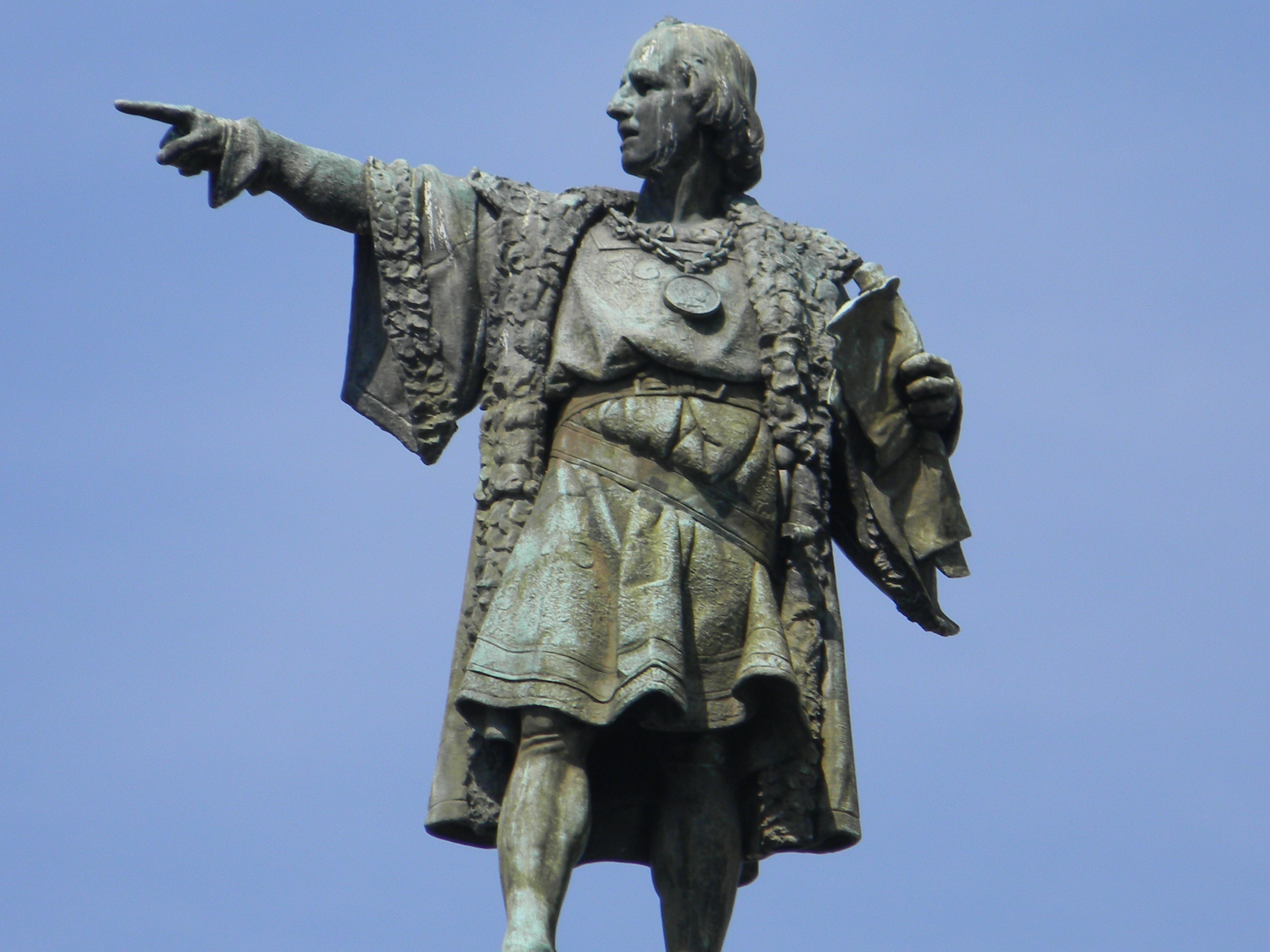
Estatua de Colón.

El monumento mide un total de 57 metros de altura, y se divide en tres cuerpos: una base circular, con cuatro tramos de escalera de 6 metros de ancho, decorada con ocho estatuas de leones y ocho bajorrelieves con los escudos de las provincias españolas y los principales actos realizados por Colón; un polígono de ocho lados, cuatro de ellos dispuestos como contrafuertes, en forma de cruz, con estatuas alegóricas de Cataluña, Aragón, Castilla y León, así como de las figuras de personajes de diversa procedencia que ayudaron a Colón, como el aragonés Bernardo Boyl, los catalanes Pedro de Margarit, Jaume Ferrer de Blanes y el valenciano Luis de Santángel; a continuación se alza la columna de hierro, de orden corintio, con una base con varios grupos de carabelas con dos grifos que sostienen el escudo de Barcelona, así como Famas aladas, el fuste estriado con un relieve central alusivo a la Marina y la inscripción Barcelona a Colón, el capitel con representaciones de Europa, África, Asia y América, una corona condal —por el Condado de Barcelona— y una semiesfera —por la parte recién descubierta del globo terráqueo—; por último, la estatua de Colón.
El conjunto escultórico fue adjudicado mediante concurso público a diversos talleres y escultores: Josep Llimona (bajorrelieves), Antoni Vilanova (bajorrelieves), Rossend Nobas (contrafuertes), Francisco Pastor (capitel), Pere Carbonell (Cataluña), Josep Carcassó (Aragón, leones heráldicos), Josep Gamot (Castilla, Luis de Santángel), Rafael Atché (León, estatua de Colón), Manuel Fuxá (Padre Boyl), Francisco Pagés Serratosa (Jaume Ferrer de Blanes) y Eduard Batista i Alentorn (Pedro de Margarit). 
En los bajorrelieves de la base del monumento se desarrolló un ciclo temático relativo a la vida de Colón, con las siguientes escenas: Presentación de Colón a los Reyes Católicos en Córdoba, Entrevista de Colón con los Reyes Católicos en Santa Fe, Colón pisa la tierra descubierta y Recibimiento del inmortal genovés en la ciudad de Barcelona, obra de Josep Llimona; así como, por otro lado, Colón y su hijo pidiendo limosna en la puerta del convento de Santa María de la Rábida, Colón toma posesión en nombre de los Reyes Católicos del nuevo mundo descubierto, Colón ante el Consejo reunido en el convento de San Esteban de Salamanca y Embarque de Colón en el puerto de Palos, obra de Antoni Vilanova. Estos relieves fueron sustituidos en 1929 por otros elaborados por Manuel Fuxá, Pere Carbonell y Josep Tenas.

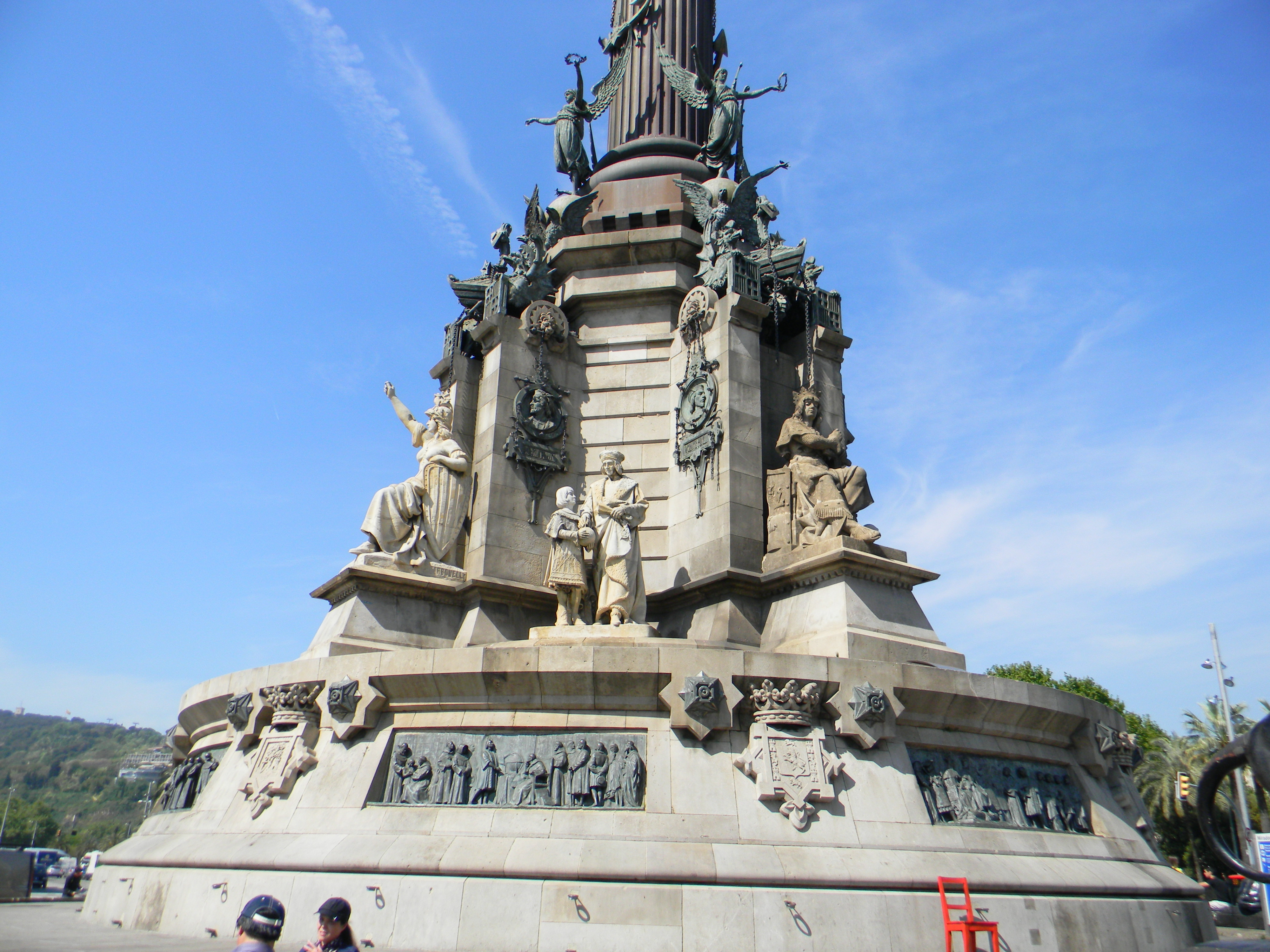
Pedestal del monumento.

En el pedestal hay ocho medallones de bronce dedicados a personajes relacionados con Colón: Isabel I la Católica (Antoni Vilanova), Fernando V el Católico (Francisco Pagés Serratosa), Martín Alonso Pinzón (Rossend Nobas), Vicente Yáñez Pinzón (Josep Llimona), Fray Antonio de Marchena (Pere Carbonell), Fray Juan Pérez (Eduard Batista i Alentorn), Andrés Cabrera, marqués de Moya (Manuel Fuxá) y Beatriz de Bobadilla, marquesa de Moya (Josep Carcassó).
La estatua de Colón está situada en lo alto de la columna, y es una obra en bronce del escultor Rafael Atché, de siete metros de altura. Representa a Colón con el brazo derecho extendido y el dedo índice señalando hacia el mar, mientras que en la mano izquierda sostiene una carta geográfica. Inicialmente se dijo que el dedo señalaba a América, pero esta afirmación creó polémica, ya que América está situada en sentido contrario a donde señala el dedo. Surgieron entonces tres corrientes de opinión: la primera, según la cual la estatua debe entenderse como una metáfora, afirma que la intención de su autor era que Colón señalase hacia América, pero que el público no habría entendido que el dedo hubiese señalado hacia la Rambla, tierra adentro, y por ello instaló la estatua señalando al mar; la segunda opinión, muy similar a la primera, afirma que la estatua no señala a América, sino el camino hacia América por mar, que es la ruta que hizo Colón partiendo del Puerto de Palos de la Frontera (Huelva); y la tercera opinión es que la estatua no señala la ruta hacia América, sino hacia Génova, su presunta ciudad natal, y que está en línea recta siguiendo la dirección que marca el dedo —aunque, curiosamente, la Génova italiana se sitúa aproximadamente a 60° Este y el dedo señala 180° Sur, y en esa dirección no se encuentra Italia, sino Mallorca, por lo que la estatua apunta hacia el barrio palmesano de Génova—. 
Cabe remarcar que en el proyecto original de Cayetano Buigas Colón no tenía el brazo levantado, sino que aparecía de pie sujetando un estandarte con su brazo izquierdo, mientras que apoyaba la mano derecha en el pecho, según Buïgas «en la sublime situación de pisar por primera vez la tierra americana y, fijada la mirada hacia arriba, dirigir a Dios una ferviente y agradecida plegaria».

### Elementos constitutivos del monumento
| Nombre                              | Autor | Material                | Dimensiones | Descripción | Foto              |
| ----------------------------------- | --- | ----------------------- | --- | --- | ----------------- |
| Cristóbal Colón                     | Rafael Atché | Bronce                  | 7,20 x 1,40 x 3,87                                                                                                   | La estatua de Colón corona el monumento. Es una figura de siete metros de altura, que presenta al descubridor con el brazo derecho señalando al horizonte, mientras que con la mano izquierda sostiene una carta de navegación. El almirante está representado con el pelo largo y la indumentaria típica de su época, con un abrigo con cuello de piel y calzas, en una imagen típica de otras representaciones del navegante. El estilo utilizado por el escultor es realista, no en vano Atché fue uno de los principales representantes de la escultura anecdótica de su tiempo. |                   |
| Alegorías de los Cuatro Continentes | Leoncio Serra | Bronce                  | 1,10 x 0,90 x 0,30 cada una                                                                                          | En el capitel de la columna se hallan cuatro relieves con alegorías de Europa, África, Asia y América. |                   |
| Alegorías de los reinos de España   | Pere Carbonell (Cataluña), Josep Carcassó (Aragón), Josep Gamot (Castilla) y Rafael Atché (León); Josep Miret (restauración)                                            | Piedra de Monóvar       | 3,40 x 1,40 x 2,40 (Cataluña), 3,95 x 1,10 x 1,77 (Aragón), 3,50 x 1,90 x 1,30 (León), 3,85 x 1,60 x 1,40 (Castilla) | En el pedestal del monumento se encuentran cuatro estatuas alegóricas de los reinos medievales de España (Aragón, Castilla y León, más Cataluña como región de la que es capital Barcelona). Se trata de cuatro figuras femeninas en actitud sedente, con los atributos de la realeza, como la corona y el cetro. La más fácilmente identificable es la de Cataluña, por el escudo con las cuatro barras. Las cuatro presentan una uniformidad estilística cercana al realismo formal, pese a ser de autores diferentes. Las cuatro figuras fueron restauradas en 1965 por Josep Miret. |                   |
| Carabelas y figuras aladas          | Francisco Font (boceto), Rossend Nobas (modelo) | Bronce                  | 4,40 x 2,45 x 1,50                                                                                                   | En la base de la columna figuran cuatro grupos de carabelas con dos grifos cada uno, que sostienen el escudo de Barcelona, y cuatro semiesferas con gaviotas sobre las que se alzan cuatro Famas aladas, que ofrendan coronas de la inmortalidad al personaje homenajeado, Cristóbal Colón. La Fama como figura femenina alada fue un símbolo iconográfico profusamente utilizado para la escultura conmemorativa en todo el siglo XIX. |                   |
| Medallones                          | Rossend Nobas, Josep Llimona, Francesc Pagès, Antoni Vilanova, Eduard B. Alentorn, Pere Carbonell, Manuel Fuxá y Josep Carcassó (modelos); Francisco Pastor (ejecución) | Bronce                  | 3,50 x 1,10 cada uno                                                                                                 | En el pedestal se sitúan ocho medallones en relieve dedicados a diversos personajes relacionados con el descubridor de América. Están representados: Fernando el Católico (Pagès); Isabel la Católica (Vilanova); Martín Alonso Pinzón (Nobas); Vicente Yáñez Pinzón (Llimona); Andrés de Cabrera, marqués de Moya (Fuxá); Beatriz de Bobadilla, marquesa de Moya (Carcassó); fray Juan Pérez (Alentorn); y fray Antonio de Marchena (Carbonell). Todos ellos fueron reconstruidos en 1929. |                   |
| Luis de Santángel                   | Josep Gamot (boceto), Giovanni Passani (realización) | Piedra caliza           | 3,15 x 1,91 x 1,26                                                                                                   | En el pedestal, entre las figuras alegóricas de los reinos de España, se hallan cuatro estatuas dedicadas a personajes vinculados con la historia de Colón. El dedicado a Luis de Santángel, consejero y escribano de ración de los Reyes Católicos, que financió buena parte de los gastos de la expedición americana, es una figura ataviada con suntuosos ropajes, con un cofre en la mano y una bolsa de dinero sujeta al cinto, en virtud de inversor de la empresa colombina. El tratamiento dado a la figura es realista, siguiendo una moda de la época consistente en representar a personajes históricos de forma naturalista, para hacerlos más cercanos al espectador. Esta estatua formaba grupo con otra de un paje, desaparecida en fecha incierta. La obra fue restaurada en 1965 por Josep Miret. | Estatua original. |
| Fray Bernardo Boyl                  | Manuel Fuxá | Piedra caliza           | 3,20 x 1,81 x 1,50                                                                                                   | Bernardo Boyl fue un ermitaño de Montserrat, diplomático y vicario apostólico de las Indias Occidentales. Acompañó a Colón en su segundo viaje a América. Está representado de pie, vestido con sotana y con la tonsura capilar de los monjes. Junto a él se arrodilla un indio americano, que le besa la mano. Esta figura fue restaurada en 1965 por Josep Miret. |                   |
| Jaume Ferrer de Blanes              | Francesc Pagès | Piedra caliza           | 3,10 x 1,85 x 1,23                                                                                                   | Jaume Ferrer de Blanes fue diplomático, cosmógrafo y escritor, y elaboró un nuevo mapa del mundo después del descubrimiento de América. Aparece de pie vestido con los ropajes de la época, con unos pergaminos en la mano izquierda, mientras que con la derecha señala un globo terráqueo que sostiene un paje a su lado. Esta escultura fue restaurada en 1965 por Josep Miret. |                   |
| Capitán Margarit                    | Eduard B. Alentorn | Piedra caliza           | 3,35 x 2 x 1,30 | Pedro de Margarit fue un militar catalán que acompañó a Colón en su segundo viaje a América. Está vestido con uniforme de capitán, y junto a él se halla un indígena americano que se arrodilla en señal de sumisión. Esta estatua fue restaurada en 1965 por Josep Miret. |                   |
| Relieves                            | Josep Llimona, Antoni Vilanova (originales); Pere Carbonell, Manuel Fuxá, Josep Tenas (reconstrucción)                                                                  | Bronce                  | 3 x 1 | En la base del monumento se hallan ocho relieves rectangulares de bronce con escenas de la historia de Colón. Están representados: Colón solicita alojamiento en el monasterio de La Rábida; Colón explica su proyecto a fray Juan Pérez de Marchena, Prior del monasterio de La Rábida; Presentación de Colón en la corte de los Reyes Católicos en Córdoba; Colón ante el Consejo reunido en el convento de San Esteban de Salamanca; Los Reyes Católicos prometen ayuda a Colón en Santa Fe; Salida de Colón de Palos de la Frontera; Desembarco en la isla de Huanahaní el 12 de octubre de 1492; y Los Reyes Católicos reciben a Colón en Barcelona después del primer viaje. Los relieves originales eran de Josep Llimona y Antoni Vilanova, pero en 1929 fueron reconstruidos: Pere Carbonell se encargó de dos de ellos, Manuel Fuxá de otros dos y Josep Tenas de uno, mientras que otros tres son de autor desconocido. La mayoría de personajes están esculpidos en altorrelieve, mientras que algunos paisajes y edificios aparecen en bajorrelieve. Aun así, en la mayoría de casos la perspectiva está poco lograda. El personaje de Colón, presente en todas las escenas, se muestra con su iconografía habitual, con el pelo largo y vestido con abrigo de piel y calzas, como en la estatua principal del descubridor. |                   |
| Escudos                             | Lluís Ferreri | Piedra caliza           | 1,60 x 1,35 x 0,15                                                                                                   | En el pedestal se hallan ocho escudos de localidades españolas y países americanos (entonces provincias españolas de Ultramar) relacionados con Colón: Huelva, Córdoba, Salamanca, Santa Fe, el inexistente "Palos de Moguer", Puerto Rico, Cuba y Barcelona. En el capitel se encuentra también el escudo de Colón, este realizado en hierro dorado. |                   |
| Leones                              | Agapit Vallmitjana i Abarca (boceto), Josep Carcassó (modelo), Alejandro Wohlguemuth (ingeniero)                                                                        | Hierro pintado de negro | 2,61 x 1,41 x 3,22 (tipo 1), 2,80 x 1,06 x 3,02 (tipo 2)                                                             | En la base del monumento se emplazan ocho figuras de leones dispuestos de forma perimetral. Están en actitud de alerta, custodiando el monumento. Los dos que miran hacia al mar y los dos que miran hacia la montaña están sentados, mientras que los otros están de pie. El tratamiento de las figuras es naturalista, no en vano Vallmitjana estaba especializado en esculpir animales. |                   |

## Propuestas de derribo
El monumento ha sido objeto a lo largo del tiempo de diversas críticas al relacionar la figura de Colón con el genocidio de la población indígena que conllevó la conquista de América, críticas que incluían la petición de retirada de la estatua. El 14 de junio de 2020, doscientas cincuenta personas salieron a la calle para protestar a favor de la retirada de la estatua, sin que se produjeran daños ni actos vandálicos. Estas convocatorias fueron rechazadas por el Ayuntamiento de Barcelona. El partido independentista catalán Candidatura de Unidad Popular (CUP) no ha tenido éxito en los intentos de retirar la estatua en los años 2016, 2018 y 2020. Las manifestaciones siguen haciéndose cada 12 de octubre cuando se celebra el Día de la hispanidad, que motiva año tras año más convocatorias de protesta donde las comunidades migrantes, afrodescendientes y de los pueblos originarios de América ganan protagonismo y confluyen con movimientos como el antifascista y el feminista.